# Michail Glinskij
Michail L'vovič Glinskij (1470 – 1534) è stato un militare lituano.
Alleato del regno di Polonia, fu impegnato nel 1506 in un'aspra campagna contro i Tatari; alleatosi con questi e con la Moscovia nel 1508, invase parte del regno polacco.
Fedele alleato di Basilio III di Russia, cercò di evitare per quanto possibile scontri con l'ordine teutonico.